# UConn Huskies football
La squadra di football degli UConn Huskies rappresenta l'Università del Connecticut. Gli Huskies competono nella Football Bowl Subdivision (FBS) della National Collegiate Athletics Association (NCAA) come squadra indipendente, cioè non appartenente a nessuna conference. Connecticut ha iniziato il suo programma nel football nel 1896 e ha giocato nella Division I-AA fino al 1999. In seguito gli Huskies iniziarono una transizione di due anni verso la Division I-A nel 2000, diventandone membro a pieno titolo nel 2002. Dal 2000 al 2003, la squadra ha giocato come independente, dopo di che è passata alla Big East Conference (rinominata American Athletic Conference (AAC) nel 2013), fino al 2019. Nel 2019 UConn è tornata indipendente, dal momento che l'attuale Big East, non sponsorizza lo sport. La squadra è allenata da Jim Mora. Le sue rivalità principali sono con gli UMass Minutemen, i Rhode Island Rams e i Syracuse Orange.

## Conference di appartenenza
UConn è stata sia indipendente che affiliata a diverse conference durante la sua storia.
- Athletic League of New England State Colleges (1897–1922)
- New England Conference (1923–1946)
- Yankee Conference (1947–1996)
- Atlantic 10 Conference (1997–1999)
- Independent FBS (2000–2003)
- Big East Conference (2004–2012)
- American Athletic Conference (2013–2019)
- Indipendente FBS (2020–present)

## Giocatori NFL
I seguenti giocatori di UConn militano nella NFL:
| Giocatore          | Ruolo | Squadra           | Primo anno | Giro Draft |
| Andrew Adams       | S     | Tennessee Titans  | 2016       | Undrafted  |
| Tyler Davis        | TE    | Green Bay Packers | 2020       | 6          |
| Folorunso Fatukasi | DT    | Houston Texans    | 2018       | 6          |
| Ryan Griffin       | TE    | Chicago Bears     | 2013       | 6          |
| Travis Jones       | DT    | Baltimore Ravens  | 2022       | 3          |
| Matt Peart         | OT    | Denver Broncos    | 2020       | 3          |
| Ryan Van Demark    | OT    | Buffalo Bills     | 2022       | Undrafted  |
| Nick Williams      | WR    |                   | 2013       | Undrafted  |